# كويدو

كويدو هي مدينة تقع في سيراليون وهي خامس أكبر مدينة بالبلاد بعد فريتاون، كينيما، بو وماكيني.